# Nicolas Dumoulin
Pour les articles homonymes, voir Dumoulin.
Nicolas Dumoulin (né le 21 juillet 1985 à Prévost, province de Québec au canada) est un joueur professionnel canadien de hockey sur glace.

## Carrière de joueur
Après avoir joué avec les Forestiers d'Amos de la Ligue de hockey midget AAA et les Panthères de Saint-Jérôme de la Ligue de hockey junior AAA du Québec, il se joint aux Soaring Eagles d'Elmira College dans le championnat ECAC de division III de la NCAA.
Il commence sa carrière professionnelle au printemps 2008, alors qu'il dispute trois matchs avec les Jackals d'Elmira de l'East Coast Hockey League.
Après une saison avec les Killer Bees de la vallée du Rio Grande de la Ligue centrale de hockey, il part en Europe et il passe la saison 2009-2010 avec le SC Riessersee de la 2. Bundesliga.
En 2010, il rejoint sur les conseils de son ami Marc-André Bernier le club des Diables Rouges de Briançon. En raison de difficultés financières, le club n'est pas validé en Ligue Magnus et Dumoulin est libre de trouver un nouveau club. Le 12 août 2010, il est alors mis à l'essai par l'EC Red Bull Salzbourg. Il participe au Trophée européen 2010, mais il n'est pas conservé à l'issue de la compétition.
Il retourne donc en Allemagne et il passe la saison 2010-2011 avec le EV Landshut.
Le 18 août 2011, il signe un contrat avec les Marquis de Saguenay de la Ligue nord-américaine de hockey. Il ne réussit cependant pas à se tailler une place comme joueur régulier avec l'équipe et le 26 octobre, il se joint au Desjardins de Farnham de la Ligue de hockey sénior des Cantons de l'Est,. Le 9 décembre, il dispute sa première partie avec les Marquis de Saguenay.
Le 2 août 2012, il signe une prolongation de contrat avec les Marquis de Jonquière et le 8 janvier 2013 il est échangé au Caron et Guay de Trois-Rivières.
Le 5 août 2013 il signe une prolongation de contrat avec l'équipe qui porte désormais le nom du Viking de Trois-Rivières.

## Statistiques
| Saison    | Équipe                                 | Ligue             |    | Saison régulière | Saison régulière | Saison régulière | Saison régulière | Saison régulière |   | Séries éliminatoires | Séries éliminatoires | Séries éliminatoires | Séries éliminatoires | Séries éliminatoires |
| Saison    | Équipe                                 | Ligue             | PJ | B                | A                | Pts              | Pun              | PJ               | B | A                    | Pts                  | Pun                  |                      |                      |
| 2001-2002 | Forestiers d'Amos                      | Midget AAA        | 6  | 0                | 1                | 1                | 2                | -                | - | -                    | -                    | -                    |                      |                      |
| 2002-2003 | Panthères de Saint-Jérôme              | LHJAAAAQ          | 24 | 1                | 4                | 5                | 32               | 4                | 0 | 0                    | 0                    | 4                    |                      |                      |
| 2003-2004 | Panthères de Saint-Jérôme              | LHJAAAAQ          | 47 | 15               | 34               | 49               | 135              | 12               | 1 | 3                    | 4                    | 18                   |                      |                      |
| 2004-2005 | Panthères de Saint-Jérôme              | LHJAAAAQ          | 47 | 12               | 26               | 38               | 135              | 16               | 5 | 4                    | 9                    | 28                   |                      |                      |
| 2005-2006 | Elmira College                         | NCAA              | 29 | 13               | 10               | 23               | 38               | -                | - | -                    | -                    | -                    |                      |                      |
| 2006-2007 | Elmira College                         | NCAA              | 26 | 8                | 13               | 21               | 36               | -                | - | -                    | -                    | -                    |                      |                      |
| 2007-2008 | Elmira College                         | NCAA              | 28 | 12               | 18               | 30               | 41               | -                | - | -                    | -                    | -                    |                      |                      |
| 2007-2008 | Jackals d'Elmira                       | ECHL              | 3  | 0                | 0                | 0                | 2                | -                | - | -                    | -                    | -                    |                      |                      |
| 2008-2009 | Killer Bees de la vallée du Rio Grande | LCH               | 63 | 17               | 41               | 58               | 97               | 7                | 1 | 2                    | 3                    | 25                   |                      |                      |
| 2009-2010 | SC Riessersee                          | 2. Bundesliga     | 51 | 11               | 21               | 32               | 122              | 2                | 0 | 0                    | 0                    | 6                    |                      |                      |
| 2009-2010 | SC Riessersee                          | Coupe d'Allemagne | 1  | 1                | 0                | 1                | 0                | -                | - | -                    | -                    | -                    |                      |                      |
| 2010      | EC Red Bull Salzbourg                  | Trophée européen  | 6  | 0                | 0                | 0                | 6                | 3                | 0 | 2                    | 2                    | 0                    |                      |                      |
| 2010-2011 | EV Landshut                            | 2. Bundesliga     | 43 | 4                | 14               | 18               | 91               | 4                | 0 | 1                    | 1                    | 10                   |                      |                      |
| 2011-2012 | Desjardins de Farnham                  | LHSCE             | 8  | 0                | 5                | 5                | 2                | -                | - | -                    | -                    | -                    |                      |                      |
| 2011-2012 | Marquis de Saguenay                    | LNAH              | 20 | 7                | 17               | 24               | 14               | 6                | 2 | 2                    | 4                    | 2                    |                      |                      |
| 2012-2013 | Marquis de Jonquière                   | LNAH              | 21 | 4                | 9                | 13               | 10               | -                | - | -                    | -                    | -                    |                      |                      |
| 2012-2013 | Caron et Guay de Trois-Rivières        | LNAH              | 18 | 5                | 14               | 19               | 30               | 10               | 4 | 4                    | 8                    | 4                    |                      |                      |
| 2013-2014 | Viking de Trois-Rivières               | LNAH              | 38 | 11               | 32               | 43               | 60               | 12               | 3 | 12                   | 15                   | 12                   |                      |                      |
| 2014-2015 | Blizzard CNS de Trois-Rivières         | LNAH              | 14 | 7                | 14               | 21               | 28               | -                | - | -                    | -                    | -                    |                      |                      |
| 2014-2015 | 3L de Rivière-du-Loup                  | LNAH              | 11 | 5                | 9                | 14               | 18               | 7                | 0 | 9                    | 9                    | 12                   |                      |                      |
| 2015-2016 | Assurancia de Thetford                 | LNAH              | 37 | 3                | 23               | 26               | 36               | 3                | 0 | 0                    | 0                    | 8                    |                      |                      |
| 2016-2017 | Prédateurs de Laval                    | LNAH              | 36 | 6                | 24               | 30               | 48               | 6                | 1 | 2                    | 3                    | 4                    |                      |                      |
| 2017-2018 | Draveurs de Tros-Rivières              | LNAH              | 28 | 2                | 13               | 15               | 33               | 6                | 0 | 2                    | 2                    | 12                   |                      |                      |

## Trophées et honneurs personnels
- NCAA division III
  - 2006 : nommé dans l'équipe des recrues de la conférence Est.
  - 2008 : nommé dans la seconde équipe d'étoiles de l'Est.
  - 2008 : nommé dans la seconde équipe All-american.
- Ligue centrale de hockey
  - 2009 : participe au Match des étoiles (un but).
  - 2009 : nommé dans l'équipe des recrues.